# Сиреневка (платформа)
Сиреневка — железнодорожная платформа Владивостокского отделения Дальневосточной железной дороги на линии Уссурийск — Владивосток. Расположена в посёлке Сиреневка Надеждинского района Приморского края.
До 1972 года железнодорожная платформа и посёлок носили название Пачихеза. Первоначально станция была названа по протекающей здесь реке — левом притоке реки Суйфун
На платформе останавливаются все электропоезда, следующие в направлении Уссурийска и Владивостока. Пассажирские поезда проходят платформу без остановки.